# 襄阳市第五中学
襄阳市第五中学（英文译名：Xiangyang No.5 Middle School），简称襄阳五中，是湖北省首批重点中学、省示范学校、全国百强中学。位于襄阳市樊城区邓城大道66号，另有老校区位于襄阳市襄城区积仓街1号，现为襄阳五中实验中学。前身为鹿门书院，于光绪二十八年（1902年）设立襄阳府中学堂。

## 简介
襄阳五中始建于1902年，校址设于古襄阳城西北隅襄阳学宫旧址，从中学堂起，历经湖北省立十中、省立第五中学、省立第五高级中学、省立襄阳中学、襄阳市第五中学等阶段。1953年，被确定为湖北省5所重点中学之一。2001年被省政府教育督导室、省教育厅命名为湖北省示范学校。
2008年9月,占地450亩的新校区开门迎接新生。新校区共拥有教学楼6栋，外语特色楼2栋，实验楼1栋，艺术馆1栋，图书信息楼1栋，体育馆1栋， 400米标准塑胶运动场2个，篮球场16个，排球场12个，羽毛球场12个，网球场3个，乒乓球台20个，图书馆藏书13万余册。配备32个标准实验室、12个多媒体教室、8个网络教室，以及校园网、电视台、广播台、形体训练房、排练大厅、乐器室、科技制作室、书画室、棋社等学生活动场所。
学校历来被称为“鄂西北人才的摇篮”，2002年至2008年7年间里，共为清华大学、北京大学、中国科学技术大学、香港大学等名校输送了近400多名人才。該校文理科高考高分率以及重点大学上线率达50%，本科上线率近90%、升学率为100%，在全省名列前茅。截止2008年底，該校共有60名学生荣获奥赛全国一等奖。
学校是北京大学、清华大学、香港大学等数十所名校的“优质生源基地”。

### 2006-2014年最低录取分数
| 年度 | 樊城区 | 襄城区 | 襄州区 | 高新区 | 枣阳市 | 宜城市 | 老河口市 | 南漳县 | 谷城县 | 保康县 | 东津区 |
| ---- | ------ | ------ | ------ | ------ | ------ | ------ | -------- | ------ | ------ | ------ | ------ |
| 2006 | 583    | 580    | 587.5  | 579.5  | 570    | 560    | 572      | 573    | 574.5  | 578    | 未设立 |
| 2007 | 563    | 556    | 560.5  | 555.5  | 565.5  | 548    | 551      | 557    | 551.5  | 552    | 未设立 |
| 2008 | 566    | 551.5  | 566.5  | 561    | 562.5  | 550    | 561.5    | 559.5  | 553    | 557    | 未设立 |
| 2009 | 571    | 563.5  | 568    | 576.5  | 569    | 560    | 562      | 561.5  | 564    | 560    | 未设立 |
| 2010 | 573.5  | 567    | 569.5  | 573    | 572.5  | 567    | 567      | 568    | 568.5  | 569    | 未设立 |
| 2011 | 542.5  | 528    | 528.5  | 540    | 530    | 525    | 537.5    | 535    | 524    | 523    | 未设立 |
| 2013 | 576.7  | 580.1  | 577.9  | 585    | 580    | 577.1  | 580.5    | 585.5  | 574    | 573.4  | 578.5  |
| 2014 | 543.2  | 564.3  | 530.8  | 556.2  | 560    | 563    | 538.9    | 544.7  | 533.5  | 560.5  | 551    |

- 表中列出者为指令性计划，襄阳市中考满分每年会因招考方案不同而在600分左右浮动
- 在襄阳市以外地区招录学生时，采自主招生考试的方法

## 校史

### 历任校长
| 校名                       | 任別、任期     | 姓名   |
| -------------------------- | -------------- | ------ |
| 襄阳府中学堂时期           | 一             | 车绍武 |
| 鹿门中学时期               | 一             | 车绍武 |
| 鹿门中学时期               | 二             | 陶春荣 |
| 鹿门中学时期               | 三             | 刘元丞 |
| 鹿门中学时期               | 四             | 陆云龙 |
| 湖北省立二师、省立十中时期 | 一             | 傅廷仪 |
| 湖北省立二师、省立十中时期 | 二             | 单家燊 |
| 湖北省立二师、省立十中时期 | 三             | 杨昌寿 |
| 湖北省立二师、省立十中时期 | 四             | 高建镛 |
| 湖北省立二师、省立十中时期 | 五             | 刘震新 |
| 湖北省立二师、省立十中时期 | 六             | 刘泥清 |
| 湖北省立二师、省立十中时期 | 七             | 冯开睿 |
| 湖北省立二师、省立十中时期 | 八             | 单家燊 |
| 湖北省立二师、省立十中时期 | 九             | 王作斌 |
| 湖北省立二师、省立十中时期 | 十             | 陈正模 |
| 省立五中、省立联合中学时期 | 一             | 张天阶 |
| 省立五中、省立联合中学时期 | 二             | 姜光籍 |
| 省立五中、省立联合中学时期 | 三             | 喻谟烈 |
| 省立五中、省立联合中学时期 | 四             | 杨观震 |
| 省立五中、省立联合中学时期 | 五             | 张 翮  |
| 省立五中、省立联合中学时期 | 六             | 陆云龙 |
| 省立五中、省立联合中学时期 | 七             | 李国魁 |
| 省五高时期                 | 一             | 杨重熙 |
| 省五高时期                 | 二             | 刘元链 |
| 省五高时期                 | 三             | 闫平章 |
| 襄阳联合中学时期           | 1949.8—1950.6  | 余益庵 |
| 襄阳中学时期               | 1950.7—1952.8  | 阎平章 |
| 襄阳中学时期               | 1952.9—1953.7  | 赵歧山 |
| 襄阳中学时期               | 1953.8—1955.8  | 陈 洪  |
| 襄阳五中时期               | 1955.9—1968.3  | 亓仲平 |
| 襄阳五中时期               | 1968.4—1970.8  | 冯慧敏 |
| 襄阳五中时期               | 1970.9—1972.9  | 陈楚云 |
| 襄阳五中时期               | 1972.9—1974.11 | 熊仁义 |
| 襄阳五中时期               | 1974.12—1979.3 | 孟道正 |
| 襄阳五中时期               | 1979.4—1983.8  | 亓仲平 |
| 襄阳五中时期               | 1983.9—1986.8  | 吴鸿基 |
| 襄阳五中时期               | 1986.9—1992.2  | 刘德平 |
| 襄阳五中时期               | 1992.2—2005.8  | 李 凯  |
| 襄阳五中时期               | 2005.9—2011.10 | 刘道德 |
| 襄阳五中时期               | 2011.10—       | 曹荣葆 |

## 校训与校徽

### 校训
立校初期，襄阳府中学堂以“公、勇、诚、洁”为校训，现在的襄阳五中则以“文明振奋，求实创新”为校训，在新校区正大门背侧门楣上，醒目可见，老校区各教室前黑板上方也会悬挂校训。該校师生时常会以“今日我以五中为荣，明日五中以我为荣”这样的语句来互勉。

### 校徽
襄阳五中校徽分为新旧两种，新旧校徽均以老校区之县学宫大成殿前泮池上的状元桥为核心元素，唯新校徽采较为写实之风格并加上大成殿的轮廓，而旧校徽采抽象风格。另外，新校徽之校名部分采“襄阳五中”四字的手写体，而旧校徽则使用黑体字的“湖北襄阳五中”，并在校徽下方用环状艺术字体标出其汉语拼音，新校徽还在状元桥图像的下方加上建校年份“1902”的字样。

## 教师与行政

### 教师
在岗职工340余人，专职教师近280人，其中特级教师10人，高级教师120余人，有国家、省、市级优秀教师、学科带头人、骨干教师140余名。